# Isopolia angarensis
Isopolia angarensis là một loài bướm đêm trong họ Noctuidae.